# Timbres français d'Andorre 2006
Cet article recense les timbres français d'Andorre émis en 2006 par La Poste française.
Voir aussi Timbres espagnols d'Andorre et français

## Généralités
Les timbres portent les mentions « Principat d'Andorra Postes 2006 » (Principauté d'Andorre / opérateur postal / année d'émission) et une valeur faciale en euro (€).
Andorre n'a pas d'administration postale propre : le courrier est pris en charge par les opérateurs postaux espagnols (Correos de España) et français (La Poste). Le transport du courrier au départ de la principauté pour une commune de celle-ci est gratuit ; les timbres français servent donc sur le courrier à destination de l'étranger via la France. Les plis affranchis avec des timbres français doivent être déposés dans les bureaux ou les boîtes aux lettres de La Poste, et doivent correspondre aux tarifs en vigueur en France.
Pour les timbres espagnols, voir Timbres espagnols d'Andorre 2006.

## Légende
Pour chaque timbre, le texte rapporte les informations suivantes :
- date d'émission, valeur faciale et description,
- formes de vente,
- artistes concepteurs et genèse du projet,
- manifestation premier jour,
- date de retrait, tirage et chiffres de vente,

ainsi que les informations utiles pour une émission donnée.

## Janvier

### Isard et ours brun
Le 16 janvier, sont émis deux timbres de 0,53 € sur deux animaux des Pyrénées, l'isard et l'ours brun (Ós bru). Le premier est représenté sur des sommets enneigés et le second avec une forêt à l'arrière-plan.
Dessinés par Joan Xandri, les timbres sont imprimés en offset en feuille de cinquante timbres. Les deux timbres mesurent 2,6 × 4 cm, vertical pour l'isard et horizontal pour l'ours brun.
Les deux timbres sont retirés de la vente le 24 novembre 2006.

## Février

### Jeux olympiques  de Turin
Le 6 février, est émis un triptyque pour annoncer les Jeux olympiques d'hiver organisés à Turin, en Italie. Une vignette centrale sans valeur postale porte le logotype des jeux et leur nom en catalan « Jocs Olímpics de Tori ». Le timbre de droite, à 0,55 €, représente un skieur alpin (Esquí alpí) ; celui de gauche, à 0,75 €, un skieur de fond (Esquí de fons).
Les timbres d'un format de 2,6 × 4 cm sont dessinés par Jean-Paul Véret-Lemarinier et mis en page par Alain Seyrat pour une impression en offset.
Le timbre est retiré de la vente le 24 novembre 2006.

## Mars

### Musée du tabac
Le 6 mars, est émis un timbre de 0,82 € sur le musée du tabac (Museu del tabac) de Sant Julià de Lòria, ouvert en 2003 dans une ancienne usine de tabac. Des feuilles de tabac sur fond noir constituent la plus grande partie de l'illustration.
Le timbre est conçu par Francesc Ribó et mis en page par Alain Seyrat. D'un format de 2,2 × 3,6 cm, le timbre est conditionné en feuille de cinquante exemplaires imprimés en offset.
Il est retiré de la vente le 30 mars 2007.

### Bicentenaire du décret de Napoléon Ier
Le 27 mars, est émis un timbre commémoratif de 0,53 € pour le bicentenaire du décret de 1806 pris par Napoléon Ier, empereur des Français (Bicentenari del decret de Napoleó I). Ce décret rétablissait la coprincipauté de la France sur l'Andorre, après son abandon pendant la Révolution française. Le timbre de fond bleu ciel, représente sur la droite un morceau de portrait bleu foncé de Napoléon, et en blanc un extrait du décret.
Conçu par Francesc Ribó et mis en page par Alain Seyrat, le timbre est imprimé en offset en feuilles de trente timbres de format horizontal 7,6 × 2,2 cm.
Le timbre est retiré le 30 mars 2007.

## Avril

### Légendes: la caverne de l'ourse
Le 10 avril, est émis un timbre de 0,48 € sur une légende andorrane : la caverne de l'ourse (Liégendes : la cova de l'óssa). 
Le timbre est dessiné par Sergi Mas et mis en page par Alain Seyrat. Conditionné en feuille de cinquante exemplaires de 2,2 × 3,6 cm, le timbre est imprimé en offset.
Il est retiré le 30 mars 2007.

## Mai

### Europa: l'intégration
Le 9 mai, est émis un timbre de 0,53 € sur l'intégration (la integració), dans le cadre du thème annuel de l'émission Europa. L'illustration est une mosaïque de couleurs, dont certaines proximités rappellent ceux de pays comme, de gauche à droite : la France, le Portugal, la Belgique, l'Allemagne, l'Italie, la Roumanie, les Pays-Bas, l'Irlande, la Finlande.
L'illustration est une œuvre d'Enric Cardús, mise en page par Alain Seyrat. Le timbre de 3,6 × 2,6 cm est imprimé en offset et conditionné en feuille de quarante unités.
Le timbre est retiré de la vente le 30 mars 2007.

## Juin

### Parc naturel de la vallée de Sorteny
Le 12 juin, est émis un timbre touristique de 0,55 € représentant un paysage du parc naturel de la vallée de Sorteny (Parc natural de la vall de Sorteny). Elle a déjà fait l'objet d'un timbre émis le 10 avril 1999 dans le cadre de l'émission Europa.
Le timbre de 2,2 × 3,6 cm est dessiné par Alain Montané et mis en page par Alain Seyrat. Conditionné en feuille de cinquante unités, il est imprimé en offset.

## Juillet

### 130eanniversairede la naissance de Pablo Casals
Le 1er juillet, est émis un timbre de 0,90 € pour le 130e anniversaire du compositeur et violoncelliste espagnol Pablo Casals.
Le timbre de 2,2 × 3,6 cm est une création de Michel Drochon, mise en page par l'atelier Didier Thimonier. Imprimé en offset, le timbre est conditionné en feuille de cinquante exemplaires.
Le timbre est retiré le 30 mars 2007.

## Septembre

### Ford T
Le 4 septembre, est émis un timbre de 0,85 € représentant une automobile Ford T photographiée de face.
Le timbre carré de 3,6 cm de côté est de Francesc Ribo et mis en page par Alain Seyrat. Imprimé en offset en feuille de trente.

## Novembre

### Josep Borrell,Procession à Montserrat
Le 6 novembre, est émis un timbre de 1,30 € reproduisant la Processó a Montserrat du peintre Josep Borrell (1876-1963), une procession dans le massif de Montserrat, en Catalogne.
L'œuvre est mise en page par Joan Xandri sur un timbre de 4,085 × 5,2 cm imprimé en offset en feuille de trente exemplaires.
Le timbre est retiré de la vente le 27 juillet 2007.

## Décembre

### Retable majeur de Sant Martí de la Cortinada

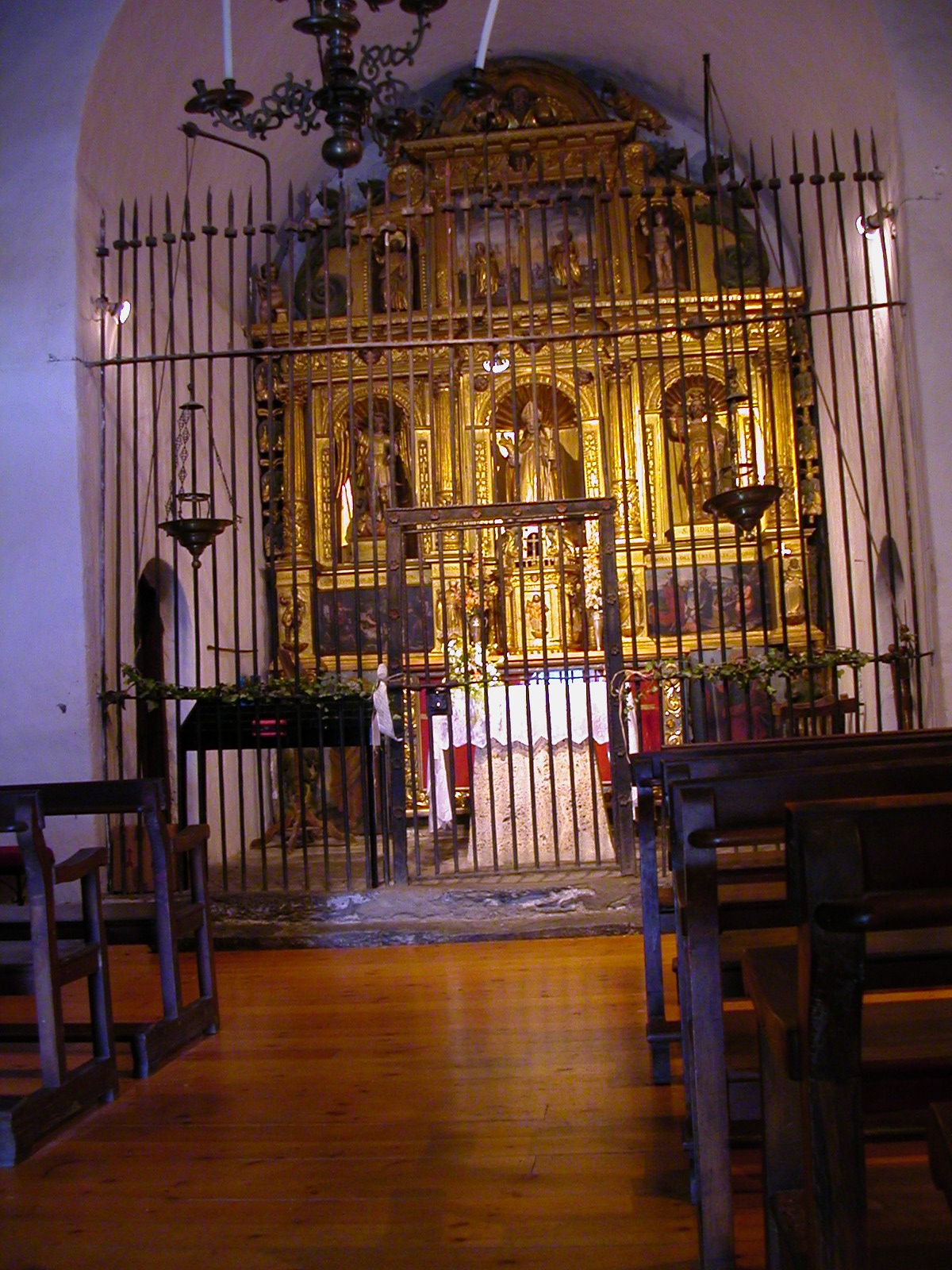
L'image qui sert d'illustration au timbre se distingue sur la droite à travers la grille.

Le 4 décembre, est émis un timbre de Noël de 0,54 € reproduisant le retable majeur de l'église Sant Martí de la Cortinada (Retaule major de Sant Martí de la Cortinada), dans la paroisse andorrane d'Ordino. La scène représente les rois mages face à la sainte Famille. La Cortinada fait partie de plusieurs ensembles d'églises romanes que l'Andorre souhaite faire inscrire sur la liste du patrimoine mondial.
L'œuvre est mise en page par Joan Xandri sur un timbre de 4 × 2,6 cm imprimé en offset en feuille de cinquante.
Le timbre est retiré de la vente le 27 juillet 2007. En décembre 2007, la partie gauche du retable illustre le timbre de Noël 2007.

### Sources
- La presse philatélique française, dont les pages nouveautés de Timbres magazine. Les retraits sont annoncés dans les numéros 73 de novembre 2006 et 77 de mars 2007.
- Le catalogue de vente par correspondance de La Poste française.